# LINDA!〜今夜はあなたをねらい撃ち〜
『LINDA!〜今夜はあなたをねらい撃ち〜』（リンダ こんやはあなたをねらいうち）はTBSラジオで2012年4月2日から放送されていた生放送のラジオ番組。パーナリティは柴田英嗣（アンタッチャブル）。2013年3月28日終了。本稿では後継番組『アンタッチャブル柴田のBINGO!』についても記述。

## 概要
2010年から約1年間、芸能活動を休止していた柴田（柴田英嗣#経歴を参照）が復帰後初めて受け持つレギュラー番組である。竹山隆範（カンニング）は、当時『ニュース探究ラジオ Dig』のレギュラーを務めていた関係上、番組改編情報をいち早く知り、新番組のパーソナリティが柴田に決定した事を本人より先に知り柴田へ真っ先にお祝いの言葉をかけたという。相方の山崎弘也からは番組開始前後に「今度レギュラー番組やるんだって?」というメールが届いたという。

### 番組内容
- 毎日のニュースや話題からテーマを決め、「そんな人本当にいるの?」「こんな人に話を聞いてみたい!」という人物を番組開始とともに募集、条件と違うが多少似ている「惜しい」場合でも名乗りでてよい。
- 番組開始から30分間募集をかけ、最新の楽曲やフリートーク、リスナーから届いたテーマ予想メールなどでつなぎ、何人応募があったかを発表。1人でも応募があった場合、女性（佐竹海莉）の声で「○人!」[1]と共にBelliniの「Samba De Janeiro」が流れ、その後、当事者しか知らない話や当事者だけの体験を電話を繋いで、柴田とトークをする。応募が全くなかった場合は男性（佐藤アサト）の声で「ゼロ〜!ハッハッハッハッ…」と共にレクイエムの「怒りの日」が流れ、もう一度募集をかけた後、つなぎとして似たような体験をした人物に電話を繋ぎトークをする。
- 番組の終了間際では、前番組『ニュース探究ラジオ Dig 深夜営業』で放送していた、TBSラジオが主催・協賛する各種イベントを紹介するコーナー「エンタみーな」を引き続き放送。『Dig』時代は外山惠理・江藤愛らメインパーソナリティが担当していたが、当番組では柴田は出演せず斉藤リョーツが担当している[2]。
- その日の募集テーマは、放送開始と同時に番組公式サイトとTwitterでも発表される。
- 「LINDA!さん」と呼ばれる柴田とトークをしたテーマ該当者には、番組特製のノベルティグッズが送られる[3]。
- スペシャルウィークにはラジオと同時に番組公式サイトでの同時生放送を行っていた。
- テーマの内容によっては芸能界から電話が来る事もある。別の職業から転職した芸人が芸人仲間、ファンのネットワークで電話をかけたり、「声優と話したい」というテーマでは『LINDA!』のナレーターから電話が来た。「宝塚歌劇団に所属していた人」の回では人力舎からの連絡網で遼河はるひが、「日本代表に選ばれた人」と話す回では柴田とは2007年以来交友のある武井壮が登場した[4]。野球関連のテーマでは、田中裕二（爆笑問題）がメールを送ってきた。爆笑問題の二人は『火曜JUNK 爆笑問題カーボーイ』の生放送のためにTBSラジオへ来た際に『LINDA!』のスタジオを覗き、その流れで『LINDA!』のエンディングトークに参加したことがある。

### 番組名の由来
当番組が「ニュースの当事者をねらい撃ち」する内容であるため、「狙いうち」を歌う山本リンダから取られた。
また、「LINDA!」のほかに「マグロ!」というタイトル候補もあった。

## 番組の歴史
- 2012年春の番組改編で、『ニュース探究ラジオ Dig 深夜営業』を終了し『Dig』全体を枠縮小（22:00-23:55）、『サンドウィッチマンの10分もらえたぜ!』まで続いたミニ番組枠を終了させ、『JUNK ZERO』以来2年ぶりとなる24:00-25:00の1時間番組として始まった。
  - 『Dig 深夜営業』をネットしていたCBCラジオでは、当番組をネットしなかった[6]ため、当初はTBSラジオ（関東地区）のみの放送となっていた。
- 2012年8月24日、神奈川・横浜スタジアムにて行われたプロ野球、セ・リーグの横浜DeNAベイスターズ対読売ジャイアンツ戦で柴田が始球式を務め、「LINDA!〜今夜はあなたをねらい撃ち〜TBSラジオ パーソナリティ柴田英嗣」と紹介された。
- 2012年10月1日より琉球放送でネットを開始。
- 2012年10月30日〜11月1日、2012年度プロ野球日本選手権シリーズ第3〜5戦の中継が延びたことに伴い、当時22時前に放送されていた『成瀬心美のもうすぐオトナ時間』を24:50から振替放送するために『LINDA!』は10分放送が短縮。全体的に巻き気味で放送し、24:30丁度頃から逆電が開始。
- 2012年11月9日放送をもって金曜日の放送を終了し、月〜木曜日放送に変更。
- 2012年12月31日は、開始を5分前倒して23:55から放送。2013年にかけての年またぎ放送となった[7]。
- 2013年3月28日に放送終了。ただし、同年4月1日より柴田は同局で新たに『アンタッチャブル柴田と神咲詩織のいい加減、オトナになれよっ!』を受け持つことになり、『LINDA!』の最後の2週間は、その新番組の告知とメール投稿の呼びかけを行う。
- 2013年6月25日、スポンサー降板により『いい加減、オトナになれよっ!』は終了。翌週7月1日より後番組として『アンタッチャブル柴田のBINGO!』を始める。
- 2013年9月23日、『BINGO!』終了。

## ゲスト
基本的に柴田1人のみで進行する番組であるが、スペシャルウィークなどではゲストが出演している。

### スペシャルウイークゲスト
- 竹山隆範（カンニング）
直前の『Dig』に当時出演していた関係上、全て月曜日の出演。（4月16日,6月11日,8月20日,10月15日,12月10日,2013年2月18日）

4月17日〜20日
- サンドウィッチマン
- 山里亮太（南海キャンディーズ）
- おぎやはぎ
- バナナマン

6月12日〜15日
- 後藤輝基（フットボールアワー）
- 鈴木拓（ドランクドラゴン）
- ビビる大木
- 劇団ひとり

8月21日〜24日
- 岡田圭右（ますだおかだ）
- 中田敦彦（オリエンタルラジオ）
- 千原せいじ（千原兄弟）
- 陣内智則

10月16日〜19日
- 藤森慎吾（オリエンタルラジオ）
- 田中卓志（アンガールズ）
- 藤本敏史（FUJIWARA）
- 大久保佳代子（オアシズ）

12月11日〜13日
- 狩野英孝
- 武井壮
- ほっしゃん。

2013年2月19日〜21日
- 飯尾和樹（ずん）
- 板尾創路
- 徳井義実（チュートリアル）

### ゲストパーソナリティ
- キングオブコメディ（柴田の体調不良の回にゲスト出演し、柴田と3人でパーソナリティを務めた）

## ポッドキャスト
生放送後、本編とは別撮りのポッドキャストが配信されている。そちらでは、本編終了間近に連絡があった、場合によってはLINDAではないがLINDAであること以上に柴田が興味を持ったリスナーに電話を繋げる本編のフォローのほか、スタジオ見学に来た若手芸人とのトーク、更に水曜は柴田と番組ADふくちゃんが「アイドル」についてのトークを配信していた。

## テーマソング
- Montuno No. 5 (QYPTHONE)

## スタッフ
- 構成作家
  - 佐藤研
  - 妹尾匡夫
  - 高橋洋二 ほか
- ディレクター
  - 小塙治男
  - 今村芳文 ほか
- プロデューサー
  - 石垣富士男[8]

## アンタッチャブル柴田のBINGO!
2013年7月1日から放送された後継番組。放送時間は毎週月曜日の20:30-21:00。元々前番組『いい加減、オトナになれよっ!』がスポンサー降板によって打ち切られた後のつなぎ番組だったこともあり、3ヶ月の短命となった。基本的には『LINDA!』と同趣旨の内容となっていたが、相違点もあった。

### LINDA!との違い
- 週一回の収録番組。メールを送ったテーマ該当者には日中、不意に電話が掛かってくる。ただし、赤坂サカスからの公開生放送の回もあった。
- メールで、テーマを一週間掛けて募集。放送中の呼びかけが出来ないので、該当者ゼロの場合は柴田のフリートークで進行しなくてはならない。
- 「惜しい」さんは「リーチ」さんに変更。
- 番組冒頭に女性の声で、当日のテーマの紹介と柴田への「振り」が毎回行われた。この冒頭部分のナレーションはTBSアナウンサーの佐藤渚が務めた。